# Театр Яры Цимрмана
Театр Яры Цимрмана — чешский театр абсурда. Находится в Праге в районе Жижков. Репертуар составляют пьесы Ладислава Смоляка и Зденека Сверака, посвящённые жизни и творчеству одного героя — вымышленного чешского гения Яры Цимрмана. В театре играют только мужчины.

## История театра
Театр был основан в октябре 1966 года. Автором идеи был Йиржи Шебанек, который и поделился этой мыслью с коллегами: Милонем Чепелкой, Ладиславем Смоляком и Зденеком Свераком. Принять участие в проекте также были приглашены Карл Велебни, Ян Тртилек, Олдржих Унгер и Хелена Филиппова.
Согласно первоначальному плану, в день открытия нового театра должны были быть представлены две пьесы в одно действие; первую должен был написать Зденек Сверак, а вторую Йиржи Шебанек. Но так как пьеса Шебанка «Забой свиньи» не была окончена вовремя, план был изменён. К пьесе Сверака «Акт», которая была слишком коротка для полного вечернего представления, авторы добавили инсценированную лекцию о Я. Цимрмане. Позднее такие лекции стали неотделимой частью всех представлений и были хорошо приняты публикой. Актеры играли роли учёных, специалистов и исследователей, интерпретирующих творчество и изобретения гения в своих научных работах. Такой формы представления участники театра придерживаются до сих пор.
Таким образом, открытие состоялось 4 октября 1967 года, когда пьеса «Акт» и лекция о Цимрмане были представлены вниманию публики в здании Малостранской беседы.
В тот же год была представлена пьеса Смоляка «Расследование пропажи классного журнала», а год позднее поставлена и пьеса «Забой свиньи». Впрочем, последняя была снята с репертуара в 1969 году по просьбе автора, который (вместе с Хеленой Филипповой) ушёл из театра.
В течение нескольких последующих лет театр из-за разногласий с государственными властями не имел своей постоянной сцены и был вынужден часто переезжать. Труппа довольствовалась гостеприимством театральных подмостков в других районах города. Кроме Малостранской беседы, цимрмановцы работали на сценах «Редуты», потом Браницкого театра, театра «Solidarita», и, в конце концов, Жижковского театра, который несколько лет назад был переименован в театр имени Яры Цимрмана.
В то время авторы часто были вынуждены менять содержание пьес. А в 1972 году театру было запрещено осуществлять свою деятельность на территории Праги.
После бархатной революции 1989 года произошел всплеск популярности театра и самого Яры Цимрмана. Его именем были названы не только улицы, но и планета, открытая астрономом Зденеком Моравцев. В июне 1995 года пьеса «Заскок» получила премию Альфреда Радока и была признана пьесой года.

## Яра Цимрман
Первое сообщение о чешском гении Яре Цимрмане появилось 16 сентября 1966 года в юмористической радиопередаче «Винный ресторан „У паука“» (Vinárna u Pavouka). Репортаж вёл Зденек Сверак. Позднее по мотивам предполагаемой биографии и творчества гения была создана большая часть репертуара Театра Яры Цимрмана.
Имя персонажу придумал Йиржи Шебанек. В качестве прообразов авторы выбрали художника Алоиса Беера, моравского писателя Вацлава Свободу Плумловского, профессора гимназии, философа и изобрететеля Якуба Хрона Метановского и путешественника Яна Эскимо Велзла.
Биография гения была продумана авторами до мелочей. Так, Яра Цимрман родился в Вене примерно между 1869 и 1874 годами. Его отец Леопольд Цимрман был чешским портным, а мать Марлен Йелинкова австрийской актрисой. Сам Яра, впрочем, считал себя чистокровным чехом, о чем якобы свидетельствует его последняя запись в дневнике, где он высказывает желание «увидеть свою родину Богемию». Согласно репертуару театра, Цимрман был одним из величайших чешских драматургов, поэтов, музыкантов, учителей, путешественников, философов, изобретателей, учёных, криминалистов и спортсменов своего времени.
Считается, что Цимрман скончался перед началом Первой мировой войны. Последние годы жизни гений провёл в несуществующем населённом пункте Липтаков. И именно в этом поселке, где был найден «ящик, в котором были обнаружены бесценные рукописи гениальных открытий» Цимрмана, начинается вся история. Сами актеры театра называют это «вторым открытием» (znovuobjevení) личности Яры Цимрмана.

### Изобретения и открытия гения
Некоторые открытия, якобы совершённые великим чешским учёным (на основании содержания пьес театра):
- Яра Цимрман предложил правительству США проект Панамского канала.
- Вместе с графом Цеппелином создал первый летательный аппарат из стали с жёсткой конструкцией и каркасом из чешской ивовой лозы.
- В Парагвае он основал кукольный театр, в Вене создал школу криминологии, музыки и балета.
- Придумал йогурт и дал имя «йети» снежному человеку.
- При этом оказывал помощь другим своим известным современникам: супругам Кюри он носил в подвал смолу, профессору Буриану ассистировал при первых пластических операциях, помогал Эдисону работать над созданием электрической лампочки, Эйфелю нанял рабочих, положительно отозвался о новом сборнике рассказов Чехова и отредактировал «Вишнёвый сад».
- Является также автором афоризма «Будущее за алюминием».

## Реакция общества и популярность театра
По словам Ладислава Смоляка, реакция людей, слышавших новость о находке рукописей, была различной. Некоторые верили и радовались, так как в стране стало на одного героя больше. Другие высказывали сомнения в реальности такого события, а кто-то требовал немедленного наказания для шарлатанов. Как бы там ни было — Яра Цимрман стал героем современного чешского фольклора и одной из самых популярных личностей в сознании чехов.
К примеру, Цимрман получил наибольшее количество голосов во всенародном опросе «Лучший чех», однако в финале его кандидатура была исключена — гению присудили почётную премию.
В 2005 г. Яра Цимрман вошёл в список 100 великих чехов по анкете, предложенной телевидением Чехии. Однако, к огромному разочарованию чешского народа, Яра был дисквалифицирован и изъят из номинантов, как несуществующая личность.
Кроме того, участники опроса, проводимого изданием «Idnes.cz», предложили Цимрмана в качестве противника Вацлава Клауса в президентских выборах 2007 года. Однако затем редакция издания кандидатуру гения исключила.
В 2010 году Яра Цимрман получил большинство голосов в телевизионном соревновании на определении семи чудес Чехии, где обошёл, к примеру, императора Карла IV, контактные линзы и чешское пиво.
Сегодня театр пользуется большой популярностью не только у чехов, но и у гостей Праги. Поклонники стоят в длинных очередях, чтобы попасть на цимрмановскую классику или на более новые спектакли, возникшие уже на подмостках Жижковского театра.